# 亚历山大·格列博维奇
亚历山大·格列博维奇（羅馬化：Aleksandr Glebovich；?—1313年），姆斯蒂斯拉夫斯基公國大親王（1278 - 1281 年）以及斯摩棱斯克公國大公（1281或1297 - 1313年），他也是格列布·罗斯季斯拉维奇的长子。